# Temnothorax tuberum

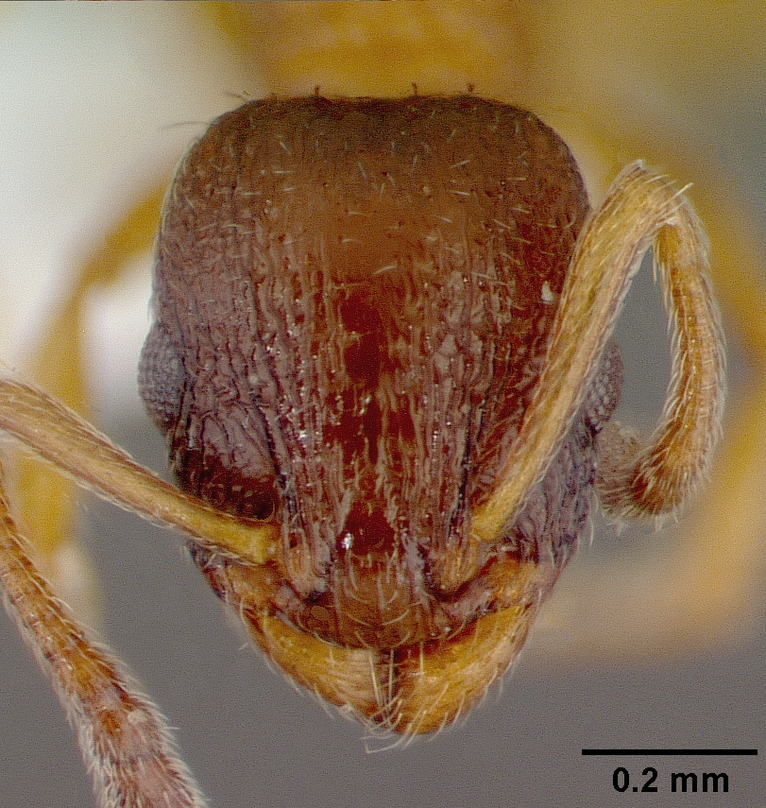
Голова рабочего муравья Temnothorax tuberum

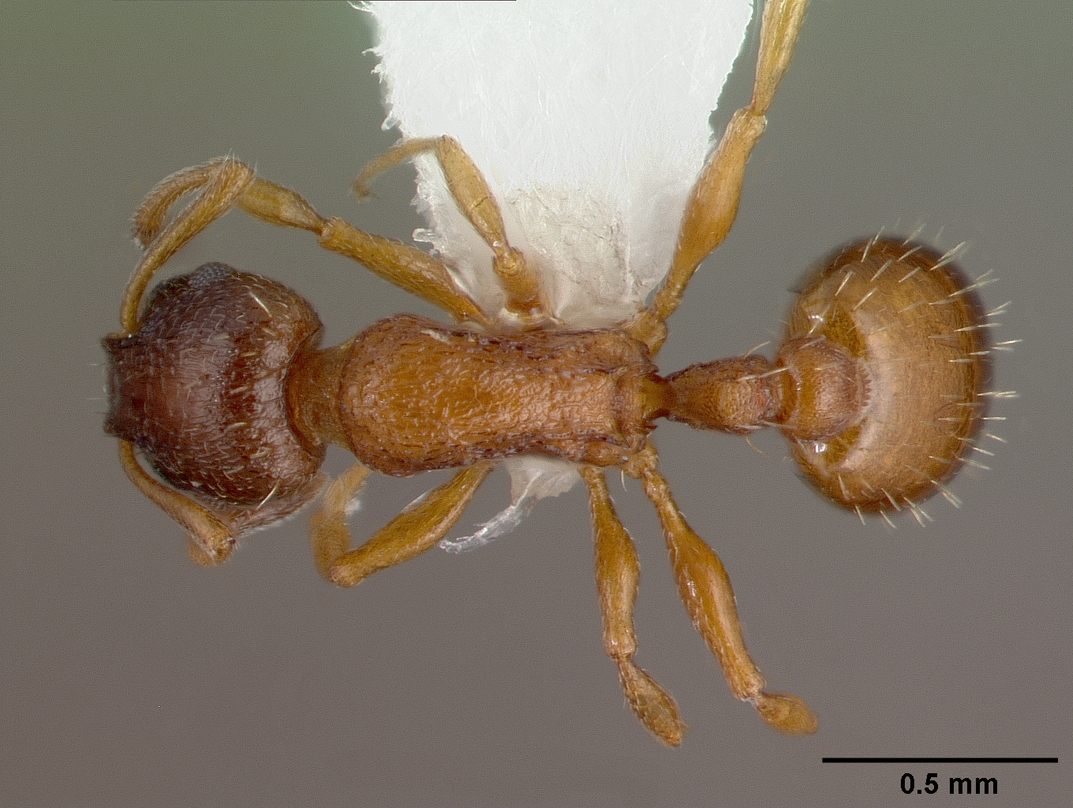
Вид сверху рабочего муравья Temnothorax tuberum

Temnothorax tuberum (лат.) — вид мелких по размеру муравьёв рода Temnothorax трибы Crematogastrini из подсемейства Myrmicinae семейства Formicidae.

## Распространение
Европа, от Португалии и Франции до Швеции, Эстонии, России, Белоруссии, Армении и Грузии.

## Описание
Мелкие желтовато-коричневые муравьи (2—3 мм). Усики рабочих и самок 12-и члениковые (у самцов из 13 сегментов), булава 3-х члениковая. Голова и клипеус продольно бороздчаты. Скапус усика короткий (не достигает затылочного края головы примерно на два своих поперечника). Проподеальные шипики на заднегруди развиты, но очень короткие, направлены назад и вверх, широкие в основании. Малочисленные семьи обитают в гнёздах, расположенных в древесных остатках и под камнями. Моногинный вид, семья включает одну яйцекладущую самку и около сотни рабочих муравьёв. Крылатые самки и самцы появляются в июле и августе.

## Систематика
Вид Temnothorax tuberum был впервые описан в 1775 году датским энтомологом Иоганном Христианом Фабрицием (Johan Christian Fabricius, 1744—1808) под первоначальным названием Formica tuberum, с 1855 года в составе рода Leptothorax (полтора века упоминался как Leptothorax tuberum). В составе рода Temnothorax впервые обозначен в 2003 году (Bolton, 2003: 271).

### Синонимия
- Leptothorax tuberum alaicus Tarbinsky, 1976
- Leptothorax tuberum brauneri Karavaiev, 1937
- Leptothorax tuberum ciscaucasicus Arnol'di, 1977
- Leptothorax tuberum kirillovi Ruzsky, 1905
- Leptothorax tuberum nigricephalus Karavaiev, 1930
- Leptothorax tuberum nylanderounifasciatus Forel, 1874
- Leptothorax tuberum sachalinensis Kupyanskaya, 1990
- Leptothorax tuberum salinus Karavaiev, 1937
- Leptothorax tuberum tuberonigriceps Forel, 1874
- Leptothorax tuberum tuberum (Fabricius, 1775)